# Борис Березовски
Борис Абрамович Березовски е руски предприемач и политик, принадлежащ на групата на т.нар. руски олигарси.

## Ранен живот и научни изследвания
Роден е на 23 януари 1946 г., в Москва, в академично семейство на руски евреи. Той винаги подчертава еврейския си произход.
Учи приложна математика и получава докторска степен през 1983 г. След като се дипломира от Московския Лесотехнически институт през 1968 година, Березовски работи като инженер от 1969 до 1987 г., служи като асистент, става изследовател и накрая ръководител на отдел в Института по проблеми на управлението (Институт проблем управления) към АН СССР. Березовски провежда проучвания в областта на оптимизацията и контрола и публикува 16 книги и статии в периода 1975 – 1989 година.

## Политическа и бизнес кариера в Русия

### Натрупване на богатство
През 1989 г. Березовски се възползва от възможностите на перестройката и създава ЛогоВАЗ, заедно с Бадри Патаркацишвили и висши ръководители от АвтоВАЗ. Березовски става управител на „ЛогоВАЗ“ като смесено съветско-швейцарско дружество.
Дейността на ЛогоВАЗ е да разработва софтуер за АвтоВАЗ, да продава руски автомобили и да обслужва чужди автомобили. Фирмата се възползва от хиперинфлацията, като взима коли, но ги плаща на производителя по-късно, когато парите вече са загубили голяма част от стойността си.
През 1998 г. Березовски създава рисков фонд заедно с Александър Волошин (бъдещ началник на генералния щаб на Борис Елцин) и председателя на АвтоВАЗ Владимир Кадаников. Березовски контролира 30% от компанията, която набавя около 50 млн. долара от малки инвеститори чрез заем за изграждане на завод за производството на „народен автомобил“. Проектът не събира нужния капитал и получените средства са инвестирани в АвтоВАЗ.
През 1994 г. Березовски е мишена на атентат с кола бомба, но оцелява. При покушението е убит неговият шофьор, а Березовски е ранен леко. Разследването се води от Александър Литвиненко, който прави връзка с нарастващото влияние на Березовски на руския автомобилен пазар.
Участието на Березвоски в руските медии започва през декември 1994 г., когато придобива права върху новосъздадената телевизия „ОРТ“. Той назначава известния водещ и продуцент Владислав Листев като главен изпълнителен директор на медията. Три месеца по-късно Листев е убит на фона на ожесточена борба за контрол на рекламни продажби.
От 1995 до 1997 г., чрез спорни приватизации, Березовски и Патаркацишвили помагат на Роман Абрамович да придобие контрол върху Сибнефт, шестата по големина руска петролна компания.
През 1995 г. той играе важна роля в промените на управлението на авиокомпания Аерофлот, като заедно с Николай Глушков я оформят като корпорация. По-късно Глушков става финансов директор на авиокомпанията.

### Роля в преизбирането на Борис Елцин през 1996 г.
Березовски се сприятелява с Валентин Юмашев и му помага с публикуването на мемоарите на Елцин, като така си отваря вратите към Кремъл.
През януари 1996 г., по време на Световния Икономически Форум в Давос, Березовски се свързва с познати олигарси, за да състави съюз, по-късно известен с името „Пакта от Давос“. Този съюз цели да дискредитира бъдещата президентската кампания на Борис Елцин. На връщане от Москва Березовски се среща и сприятелява с дъщерята на Елцин – Татяна Дяченко, и с нейна помощ влиза в политиката. Според статия в Гардиън – „Березовски планира преизбирането на Борис Елцин... Той и неговият приятел милиардер са пръснали 140 милиона паунда за предизборната кампания.“
През лятото на 1996 г. Березовски е официално главен съветник на Елцин, заедно с Анатолий Чубайс и опозиционна  група, водена от генерал Александър Коржаков.
На 16 юни 1996 г. Елцин побеждава в първия кръг на изборите с подкрепата на генерал Александър Лебед (който завършва трети). На балотажа на 3 юли Елцин печели, като побеждава Генадий Зюганов от Комунистическата партия. Победата се дължи на голямата подкрепа на телевизия ОРТ под контрола на Гусинский и Березовски, както и на парите, дадени от руския бизнес елит за кампанията му.

### Роля в чеченския конфликт
На 17 октомври 1996 г. Елцин освобождава генерал Александър Лебед от поста съветник по националната сигурност, на фона на твърденията, че е организирал преврат и тайно събира частна армия. Лебед незабавно обвинява Березовски и Гусински за подстрекатели на отстраняването му и съдвава съюз с опозорения генерал Александър Коржаков. Уволнението на Лебед, архитект на Хасавюртския мирен договор, води до неопределеност в политиката на Елцин в Чечня.
На 30 октомври 1996 г. Елцин назначава Иван Рубкин за съветник по национална сигурност, а Березовски за заместник-секретар, отговарящ за Чечня, с отговорност да наблюдава изпълнението на споразумението от Хасавюрт.
На 12 май 1997 г. Елцин и Аслан Масхадов подписват руско – чеченски мирен договор в Кремъл. На пресконференция в Москва Березовски очертава целите си за икономическото възстановяване на Чечня и особено изграждането на тръбопровод за пренос на азербайджански нефт. Той призовава руската бизнес общност да допринесе за възстановяването на републиката и съобщава, че дарява 1 000 000 млн. долара (някои източници споменават 2 милиона) за циментов завод в Грозни. По-късно това става повод да бъде обвинен във финансиране на чеченски терористи.

## Конфликт с Владимир Путин и емиграция
Разногласията на Березовски с Путин стават обществено достояние три седмици след встъпването в длъжност на Путин. На 8 май 2000 г. Березовски и Абрамович са забелязани заедно на празненство по случай избирането на Владимир Путин в Москва. Но на 31 май Березовски остро критикува предложение на президента, което ще даде на Кремъл правото да освобождава избрани губернатори. В отворено писмо до Путин, публикувано във вестник „Комерсант“, Березовски казва, че ще бъде задължен да гласува против законодателния проект на президента, който е „насочен към промяна на държавната структура“ и представлява "заплаха за териториалната цялост на Русия и демокрацията“.
На 17 юли Березовски подава оставка от руската Дума, като казва, че "не иска да участва в разрухата на страната и във възстановяването на един авторитарен режим“. Березовски напада Путин за реакцията му покрай потъването на подводницата Курск и обвинява Кремъл за смъртта на 118 моряци, както и за нежеланието да се приеме чуждестранна помощ.
През октомври, в интервю за вестник „Фигаро“, Путин заявява, че няма да търпи критика към правителството от медии, контролирани от олигарси. Путин добавя, че ако е необходимо, ще унищожи средствата, които позволяват това изнудване.
В същия месец руски прокурори започват разследване за измами в Аерофлот и Березовски е разпитан като свидетел.
На 7 ноември 2000 г. Березовски, който по това време пътува в чужбина, не се явява за допълнителни разпити и съобщава, че няма да се върне в Русия, защото има постоянно повишаване на натиска върху него от страна на властите и на президента Путин. Той казва, че е принуден да избира дали да се превърне в политически затворник, или в политически емигрант. Березовски добавя, че Путин го е посочил като заподозрян за случая с Аерофлот, просто защото ОРТ е „казала истината“ за потъването на подводницата Курск.

## Изгнание във Великобритания
От 24 март 2002 г. Березовски не може да напуска Великобритания, тъй като Русия иска неговото екстрадиране. Березовски получава от Лондон политическо убежище. Във Великобритания той и неговите съратници Ахмед Закаев, Александър Литвиненко и Алекс Голдфарб стават известени като „Лондонския кръг“ на руските изгнаници. От своя дом Березовски открито заявява, че е на мисия за свалянето на Путин „със сила“ или чрез „безкръвна революция“. Той създава Международната фондация за граждански свободи, за да подкрепя уязвимите групи в обществото – затворници, национални малцинства и хора от бизнеса в Русия.
Березовски предприема кампания да изобличи злодеянията на Владимир Путин от потискане на свободата на словото до извършване на военни престъпления в Чечня. Той обвинява Федералната служба за сигурност на Русия в постановка около взривовете в жилищни сгради от 1999 г., с цел да се помогне Путин да спечели президентския пост. Много от неговите дейности са финансирани чрез базирана в Ню Йорк Международната фондация за граждански свободи, управлявана от неговия приятел Алекс Голдфарб.

## Мистериозна смърт
На 23 март 2013 г. Березовски е намерен от телохранител мъртъв в дома си в района на Аскот в Бъркшир. Телохранителят намира тялото в заключена баня, с превръзка около врата. Смъртта е обявена във Фейсбук от доведения син на Березовски.
Александър Доброжински, адвокат, който представлява Березовски, пише, че може да се е самоубил и добавя, че Березовски е имал дългове, след като губи продължително дело срещу Роман Абрамович и прекарва последните няколко месеца от живота си в продаване на свои притежания за покриване на съдебните разходи. Твърди се, че Березовски е бил в депресия преди смъртта си и се е изолирал от приятелите си. Според някои съобщения той е приемал антидепресанти. Ден преди смъртта си Березовски е казал на репортер в Лондон, че няма за какво да живее.